# Jean Peitrequin
Jean Peitrequin (* 5. Oktober 1902 in Lausanne; † 15. März 1969 ebenda, heimatberechtigt in Romanel-sur-Lausanne) war ein Schweizer Politiker (FDP).

## Biografie
Peitrequin absolvierte die Ingenieurschule in Lausanne und wurde 1924 Bauingenieur. Ab 1925 war er in Nancy und später in Aigle tätig. Ab dem Jahr 1929 war er Mitarbeiter und von 1930 bis 1935 Redaktor der Revue de Lausanne.
Von 1934 bis 1937 war Peitrequin im Gemeinderat der Stadt Lausanne für die FDP. 1935 wurde er in den Grossen Rat des Kantons Waadt gewählt und hatte dort bis 1945 Einsitz. Ab 1937 war er im Stadtrat von Lausanne, wo er von 1937 bis 1945 dem Baudepartement und von 1946 bis 1949 dem Fürsorgedepartement vorstand. Während sieben Jahren war er von 1950 bis 1957 Stadtpräsident. Für die Legislaturperiode von 1951 bis 1955 wurde er in den Nationalrat gewählt. Weiter war er Präsident der FDP Lausanne.
Peitrequin finanzierte den Aufbau eines Lokalfernsehens und war Mitbegründer der Loterie Romande. Weiter verfasste er diverse Romane und politische Schriften.